# Wiendorf
Wiendorf es un municipio situado en el distrito de Rostock, en el estado federado de Mecklemburgo-Pomerania Occidental (Alemania), a una altitud de 30 metros. Su población a finales de 2016 era de 800 habs. y su densidad poblacional, 45 hab/km².